# Teresa Arizzara
Autorretrato (Teresa Arizzara), 1765
Teresa Arizzara (c. 1735 – c. 1800) foi uma pintora italiana do século XVIII, associada ao movimento neoclássico. É conhecida principalmente por seu autorretrato datado de 1765, que integra a prestigiosa coleção da Galeria Uffizi, em Florença.

## Biografia
Pouco se sabe sobre a vida de Teresa Arizzara. Documentos indicam que seu autorretrato foi transferido da Academia de Belas Artes de Florença para a Galeria Uffizi em 1853. A presença de sua obra na famosa coleção de autorretratos dos Uffizi sugere reconhecimento de sua habilidade artística em sua época.
Teresa Arizzara nasceu por volta de 1735, provavelmente em uma região central da península Itálica, embora sua cidade natal permaneça não documentada nos registros oficiais. As informações biográficas sobre a artista são escassas, situação comum entre mulheres que atuaram no campo das artes antes do século XIX, como observam autores que analisam o apagamento das trajetórias femininas nas fontes tradicionais da historiografia da arte.
Sabe-se que Arizzara desenvolveu sua prática artística no contexto do Neoclassicismo, movimento que floresceu na Europa como resposta às formas mais ornamentadas do Rococó e em paralelo ao Iluminismo. A artista teria sido influenciada pelas tendências acadêmicas difundidas pelas Academias de Belas Artes italianas, sobretudo a Accademia di San Luca em Roma e a Accademia delle Arti del Disegno em Florença — instituições que, embora reservassem acesso restrito a mulheres, admitiram algumas poucas artistas que alcançaram reconhecimento, como Angelika Kauffmann e Rosalba Carriera.
A única obra atribuída com certeza a Teresa Arizzara é seu autorretrato, datado de cerca de 1765, atualmente conservado na Galeria Uffizi, em Florença. A presença desse retrato na célebre coleção iniciada por Leopoldo de Médici, que buscava reunir autorretratos de artistas notáveis, indica que Arizzara obteve um certo reconhecimento profissional durante sua vida. A inclusão de seu nome no catálogo das obras femininas na Uffizi aparece já em inventários do século XIX.

Embora não existam registros de outras obras assinadas ou atribuídas a ela, alguns estudiosos apontam para a possibilidade de que Arizzara tenha atuado como retratista em círculos privados, como era comum entre mulheres artistas da época, que frequentemente realizavam encomendas para famílias da nobreza ou da burguesia emergente. Como ressalta a historiadora Linda Nochlin, “a questão não é por que não houve grandes mulheres artistas, mas sim quais estruturas sociais impediram sua afirmação pública”
“The problem lies not in our stars, our hormones, our menstrual cycles, or our empty internal spaces, but in our institutions and our education”.
A inexistência de correspondência, registros de matrículas acadêmicas ou participação em exposições dificulta a reconstrução precisa de sua trajetória. No entanto, a assinatura visível no autorretrato, associada a registros de movimentação da obra no acervo florentino, tem sido utilizada como base para sua legitimação historiográfica.
A data de sua morte não é documentada, mas presume-se que tenha ocorrido por volta do ano de 1800. Seu nome permaneceu marginalizado nos compêndios de história da arte até o final do século XX, quando, impulsionadas pelos estudos feministas e pela crítica institucional, iniciativas de recuperação de artistas mulheres passaram a incluir figuras como Arizzara em mostras e publicações dedicadas ao redimensionamento do cânone.

## Exposições principais
O autorretrato de Teresa Arizzara foi exibido em diversas ocasiões, principalmente a partir do movimento revisionista dos anos 1980 e 1990. Abaixo, algumas das exposições mais relevantes:
- 1991 – Le Signore dell’Arte: Artiste italiane tra Cinquecento e Settecento, Palazzo Reale, Milão.

Esta mostra foi uma das primeiras a reunir obras de mulheres artistas italianas, incluindo o autorretrato de Arizzara, contextualizando sua produção ao lado de nomes como Lavinia Fontana e Artemisia Gentileschi.
- 2007 – Autoritratte. Artiste ‘di testa’ tra Ottocento e contemporaneità, Galeria Uffizi, Florença.

Nesta exposição, com curadoria de Giovanna Giusti e Alessandra Griffo, o autorretrato de Arizzara foi reexibido como parte da coleção de autorretratos femininos da Uffizi, tendo sido destacado como peça de destaque na crítica do Corriere della Sera (22/11/2007).
- 2020 – Self-Portraits by Women Artists: A View from Within, National Gallery of Ireland, Dublin.

Embora representada por imagem digital, a obra de Arizzara foi incluída no catálogo como precursora de autorrepresentações femininas críticas, sendo associada a estratégias de visibilidade utilizadas por artistas contemporâneas como Marina Abramović e Zanele Muholi.